# Ceresium raripilum
Ceresium raripilum är en skalbaggsart som beskrevs av Newman 1842. Ceresium raripilum ingår i släktet Ceresium och familjen långhorningar.
Artens utbredningsområde är Filippinerna. Inga underarter finns listade i Catalogue of Life.